# Magomed Ibragimov (luchador, 1983)
Magomed Ibragimov (Majachkalá, Rusia, 18 de agosto de 1983) es un deportista uzbeko de origen ruso especialista en lucha libre olímpica donde llegó a ser subcampeón olímpico en Atenas 2004.

## Carrera deportiva
En los Juegos Olímpicos de 2004 celebrados en Atenas ganó la medalla de plata en lucha libre olímpica de pesos de hasta 96 kg, tras el luchador ruso Khadzhimurat Gatsalov (oro) y por delante del iraní Alireza Heidari (bronce).